# Café Utposten
Café Utposten är en roman av Per Anders Fogelström som utkom år 1970. Handlingen utspelar sig under storstrejken år 1908 och grunden i romanen är baserad på en verklig händelse, Amaltheadådet natten mellan den 11 och 12 juli 1908.

## Romanfigurer
- Ruben Lind – ingår i styrelsen i ungsocialistiska klubben
- Axel Stålenborg – medlem i ungsocialistiska klubben
- Olle ”Dubbel-Olle” Olsson – bagare och ägare till Café Utposten
- Emma Blom – medlem i ungsocialistiska klubben, tillsammans med Ruben Lind
- Elsie – servitris på Café Utposten
- Kalle Grahnström – ordförande i ungsocialistiska klubben
- Martha Fiedel – väntar barn med Axel Stålenborg
- Leo Fiedel – Marthas lillebror
- Holger Vikman – medlem i ungsocialistiska klubben
- Hilding Nyberg – ingår i styrelsen i ungsocialistiska klubben
- John Karlsson – ingår i styrelsen i ungsocialistiska klubben
- Tore Henriksson – ingår i styrelsen i ungsocialistiska klubben